# Francesco Sozzi
Francesco Sozzi (* 26. Oktober 1732 in Palermo; † 1795 ebenda) war ein italienischer Maler des Spätbarock auf Sizilien.

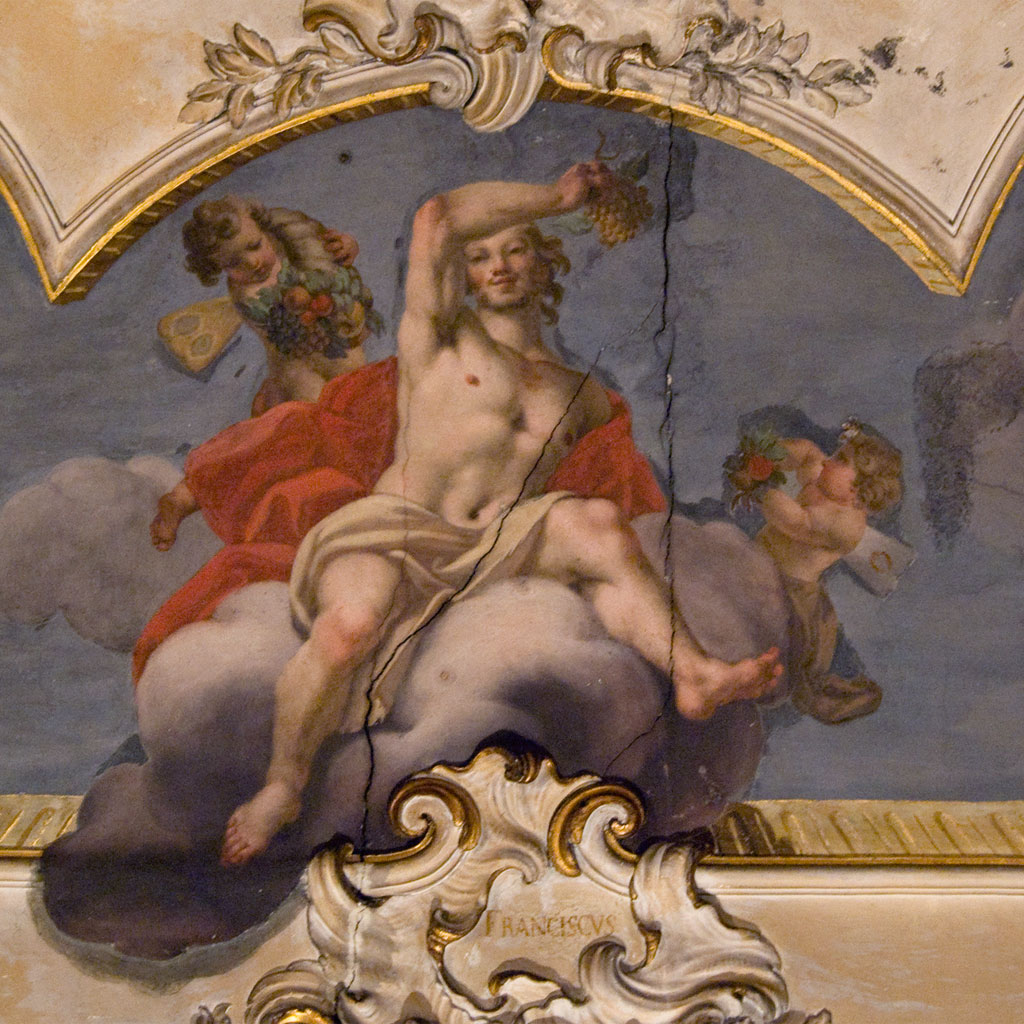
Francesco Sozzi: “Vier Jahreszeiten – Herbst” (1760), Palazzo Isnello, Palermo

## Leben
Als Sohn und Schüler von Olivio Sozzi und Schwager von Vito D’Anna war Francesco Sozzi Mitglied eines florierenden Familienbetriebs unter Leitung seines Vaters. Er setzte den Stil des von Olivio Sozzi nach Palermo eingeführten Spätbarock fort, der den Römischen Klassizismus des Sebastiano Conca mit dem Rokoko des Corrado Giaquinto verbindet.
1765 malte er gemeinsam mit dem Vater und Vito D’Anna den berühmten Freskenzyklus in der Himmelfahrtskapelle der Basilica di Santa Maria Maggiore von Ispica, in der Olivio Sozzi am 31. Oktober des gleichen Jahres durch einen Sturz vom Gerüst ums Leben kam.
Francescos Sohn Agatino Sozzi (1765–1837) wurde als Maler von Bildnisminiaturen und Stillleben bekannt.

## Werke (Auswahl)
- Chiesa di San Matteo al Cassaro (Palermo): Fresken „Allegorische Frauengestalten“ (1754, gemeinsam mit Vito D’Anna)
- Palazzo Isnello (Palermo): Freskenzyklus Die vier Jahreszeiten (1760)
- Biblioteca di Palazzo Alliata di Pietratagliata (Palermo): Fresko „Allegorie der Weisheit“ (1762) und „Die göttlichen Tugenden des Fürsten“ (mit Vito D’Anna)
- Basilica di Santa Maria Maggiore (Ispica): Freskenzyklus in der Himmelfahrtskapelle (1765, gemeinsam mit Olivio Sozzi und Vito D’Anna)
- Chiesa di Santa Chiara (Catania): Fresko „Triumph der Tugend“ (1766)
- Chiesa di San Francesco (Catania): Kuppelfresko Allegorie der Tugend
- Chiesa di San Francesco di Paola (Militello in Val di Catania): Altarbilder der Heiligen „Franz von Assisi“, „Klara“ und „Jesus erscheint den Heiligen Frauen Klara und Helena“
- Palazzo Arcivescovile (Agrigent): Tafelbild „Heilige Bischöfe von Agrigent“ (1777)
- Chiesa di Santa Caterina (Palermo): Fresko „Madonna della Rosario“ (1778)